# 小野忠弘
小野 忠弘（おの ただひろ、1913年3月3日 - 2001年8月5日）は、日本の美術家、造形作家。1959年、米国『LIFE』誌が特集した「ジャンク・アート世界の7人」に選ばれた。青森県弘前市出身。

## 経歴
1931年、青森県立弘前工業学校土木科を卒業した。1938年、東京美術学校彫刻科を卒業した。在学中、鳥海青児のアトリエに出入りするようになり、油彩画を描きはじめた。大学卒業後徳島県立富岡中学校に赴任し、図画担当教員をしながら春陽会に出品を続けた。1942年、（旧制）福井県立三国中学校に転任した。1944年、三国町へ疎開していた詩人の三好達治と交流したり、1946年、同郷の版画家、棟方志功（青森市出身）と同じ下宿になったことがある。1948年、三国中学校は新制の福井県立三国高等学校となった。精力的に多数の作品を発表しながら、高校美術教師として教育および人材の発掘を行った。アートディレクターの戸田正寿は彼に育てられた一人である。
1953年、ロンドンで開かれた国際彫刻展で「無名政治犯」が日本人としてはじめて佳作賞を受賞した。同年、福井大学工学部で非常勤講師として「造形学」の講義を担当した。1957年、フランスのミシェル・タピエのキュレーションによる「世界・現代芸術展」（ブリヂストン美術館）に出品し、タピエから「世界に通じる作品」と評された。「今日の新人57人展」（朝日新聞社主催）で「ムチンのＹ」が新人賞を受賞した。1959年、第5回サンパウロ・ビエンナーレに「シモセファロス」（立体）を、翌年、第30回ヴェネツィア・ビエンナーレ（ブリヂストン美術館）に「作品」（絵画）2点、「作品」（立体）1点を、また第4回現代日本美術展に「アンチプロトン」を出品した。この頃から、鉄屑、陶片、木屑などの廃品によって構成したジャンク・アートが国内外から高い評価を受けるようになった。
1973年、60歳のとき三国高校を定年退職した。1974年、三国の町や九頭竜川を望む小高い丘に古民家を移築改造して住居兼アトリエを建てた。1979年、東京セントラル美術館で個展を開き作品106点を出品した。1980年、「妖星の画家―小野忠弘」展を開き、「タダの人」シリーズ、「テラテラの曠野」シリーズなど新作100点余を出品した（小田急グランドギャラリー、東京）。1985年11月、福井県立美術館で「隕石・縄文・写楽の系譜　小野忠弘展」が開催され、戦前の作品から新作「ゲームの廃墟」シリーズまで224点が出品された。
2001年8月5日、急性心不全のため福井県坂井郡三国町の自宅で死去した。享年88。死後、住居と土地は、およそ100点の作品とともに寄贈され、文化施設「ONO MEMORIAL（オノメモリアル）」として整備されている。国際的に有名になったあとも三国に住み続け、美術教師を定年まで続けた理由は「謎」である。2013年10月、福井県坂井市三国町の2か所をメイン会場に計28点の作品を並べ、生誕100年の記念展「小野忠弘と美・未来」が開かれた。

## 作品の所蔵美術館
- 青森県立美術館
- 大原美術館
- 国立国際美術館
- 高松市美術館
- 富山県美術館
- 奈良県立美術館
- 福井県立美術館